# Ernst von Legat
Ernst Moritz Bernhard von Legat (* 12. September 1829 in Berlin; † 13. September 1907 ebenda) war ein preußischer Generalleutnant.

## Leben

### Herkunft
Ernst war der Sohn des preußischen Generalleutnants August von Legat (1781–1852) und dessen Ehefrau Josephine Adeline, geborene le Vaillant de Hautecourt (1794–1856).

### Militärkarriere
Legat besuchte die Kadettenhäuser in Potsdam und Berlin. Ende Februar 1847 zunächst auf Wunsch seines Vaters entlassen, trat er am 1. Juli 1847 als Fahnenjunker in das Garde-Reserve-Infanterie (Landwehr) Regiment der Preußischen Armee ein und avancierte bis Juli 1848 zum Sekondeleutnant. Als solcher war Legat vom 1. Oktober 1850 bis zum 28. Februar 1854 Adjutant des I. Bataillons. Im Herbst folgte seine Kommandierung für drei Jahre zur weiteren Ausbildung an die Allgemeine Kriegsschule. Er fungierte dann als Lehrer an der Divisionsschule in Potsdam, wurde Mitte Januar 1859 Premierleutnant und war für die Dauer der Mobilmachung anlässlich des Sardinischen Krieges als Kompanieführer beim III. Bataillon des 1. Garde-Landwehr-Regiments in Graudenz kommandiert. Nach einer zweijährigen Kommandierung als Adjutant der 4. Garde-Infanterie-Brigade wurde Legat unter Beförderung zum Hauptmann in das 8. Westfälische Infanterie-Regiment Nr. 57 nach Wesel versetzt. Hier war er als Chef der 2. Kompanie tätig und führte seine Truppe 1866 während des Krieges gegen Österreich in den Schlachten bei Münchengrätz und Königgrätz. Für sein Verhalten mit dem Roten Adlerorden IV. Klasse mit Schwertern ausgezeichnet, wurde Legat nach dem Friedensschluss als Major unter Stellung à la suite des 1. Thüringischen Infanterie-Regiments Nr. 31 zum Kommandeur der Unteroffizierschule in Jülich ernannt. Daran schloss sich ab dem 16. März 1869 eine Verwendung als Kommandeur des II. Bataillons im Mecklenburgischen Füsilier-Regiment Nr. 90 in Wismar an. In dieser Stellung unmittelbar nach dem Beginn des Krieges gegen Frankreich zum Oberstleutnant befördert, führte Legat sein Bataillon 1870/71 bei den Belagerungen von Metz und Toul, sowie den Kämpfen bei Beaugency, Villorceau, Villejouan, Connerré und Le Mans. Für den verletzten Kommandeur von Gliszczynski hatte Legat für drei Monate das Regiment geführt und war mit beiden Klassen des Eisernen Kreuzes ausgezeichnet worden.
Nach Kriegsende beauftragte man Legat Mitte Februar 1872 zunächst mit der Führung des 2. Badischen Grenadier-Regiments „Kaiser Wilhelm“ Nr. 110 und ernannte ihn am 13. April 1872 zum Kommandeur des Verbandes. Noch als Oberst wurde er dann am 13. April 1878 mit der Führung der 10. Infanterie-Brigade in Frankfurt (Oder) beauftragt. Als Generalmajor war Legat vom 18. April 1878 bis zum 19. März 1883 Kommandeur dieses Großverbandes. Anschließend nach Straßburg versetzt und mit der Führung der 30. Division beauftragt, wurde er am 15. Mai 1883 unter gleichzeitiger Beförderung zum Generalleutnant zum Divisionskommandeur ernannt. Im Frühjahr 1885 erkrankte Legat an einem Unterleibsleiden und musste bis zum Schluss der Herbstmanöver einen längeren Erholungsurlaub antreten. Obwohl ihn sein Kommandierender General von Heuduck für die Übernahme eines Armeekorps empfahl, nahm Legat aufgrund seines Gesundheitszustandes seinen Abschied und wurde am 15. April 1886 unter Verleihung des Kronenordens I. Klasse mit der gesetzlichen Pension zur Disposition gestellt.
Aus Anlass des 25. Jahrestages des Gefechts bei Connerré erhielt Legat im Januar 1896 den Roten Adlerorden I. Klasse mit Eichenlaub und Schwertern sowie das Großkreuz des Greifenordens.
Er wurde nach seinem Tod am 17. September 1907 auf dem Invalidenfriedhof beigesetzt.

### Familie
Legat verheiratete sich am 27. Oktober 1871 in Wismar mit Alide Sophie Luise Süsserott (1844–1919).